# Proßer Bach
Der Proßer Bach ist ein etwa sechs Kilometer langer linker und südwestlicher Zufluss des Roten Mains im bayerischen Landkreis Kulmbach.

## Geographie

### Verlauf
Der Proßer Bach entsteht aus mehreren Quellästen, die südlich des Dorfes Peesten von Markt Kasendorf entspringen, der längste Ast auf etwa 393 m ü. NHN im Südosten von Peesten nahe der Kreisstraße KU 4 von Krumme Fohre her. Entlang einem Feldweg fließt der Quellarm durch landwirtschaftliche Fläche etwa westsüdwestlich und nimmt nach etwas weniger als einem Kilometer von Südwesten her den Abfluss von drei kurz zuvor zu einem Weggraben vereinten kurzen Bächen auf, die in ähnlicher Höhe an einem Waldhang entspringen.
Daraufhin kehrt sich der Bach unter der KU 4 Peesten–Buchau hindurch auf künftig ostnordöstlichen bis nordöstlichen Lauf und tritt in eine bewaldete Talmulde ein. Zwischen den Dörfern Dörnhof auf der linken und Peesten auf der rechten Hangschulter speist er zwei Teiche und wechselt dann bald aufs Gebiet von Markt Mainleus, dessen in seiner Talmulde stehendes Dorf Proß er daraufhin teilt. Etwas unterhalb passiert er einen weiteren Teich und nimmt dann von Nordwesten her den Aubach auf, seinen größten linken Zufluss.
Weiter abwärts naht von Südwesten her der Prinsengraben auf der Grenze des Stadtgebietes von Kulmbach, auf das der Proßer Bach nach dessen Mündung übertritt. Wenig danach durchquert er das Kulmbacher Dorf Katschenreuth, die größte Ansiedlung an seinem Lauf. An dessen Nordostrand tritt er aus seinem Tal in die weite Talebene des Roten Mains aus und unterquert die Staatsstraße 2190, die seinem Tal bisher auf der rechten Hochebene gefolgt ist. Neben der Straße läuft er auf die Flussbrücke der Staatsstraße nach Melkendorf hinüber zu, wird dabei von einem zuvor verzweigten Auengraben in der Mainaue unterdükert und fließt schließlich auf etwa 294 m ü. NHN dicht neben der Brücke von links in den Roten Main ein.
Der Proßer Bach mündet nach einem 6,0 km langen Lauf mit mittlerem Sohlgefälle von etwa 16 ‰ rund 97 Höhenmeter unterhalb seines Ursprungs nahe der KU 4.

### Zuflüsse
- Aubach (links), 1,9 km
- Prinsengraben (rechts), 2,3 km[3]

### Flusssystem Roter Main
- Fließgewässer im Flusssystem Roter Main